# National Air Races
Die National Air Races waren eine Reihe von Veranstaltungen in den USA, bei denen mehrere Luftrennen in einer Rahmenveranstaltung durchgeführt wurden. Ziel der National Air Races war die Verbesserung der Flugzeugtechnik, insbesondere der Geschwindigkeit. Sie wurden zwischen 1920 und 1949 durchgeführt.
Es begann mit dem Pulitzer Trophy Air Race auf dem Mitchel Field auf Long Island, 1920 vom Verleger Ralph Pulitzer, Sohn von Joseph Pulitzer, gestiftet, um für die Fliegerei und seine Zeitschrift New York World zu werben.  Die bekanntesten Einzelrennen waren die Thompson Trophy, ein Sprintrennen und die Bendix Trophy, ein Langstreckenrennen.
Heute finden nur noch bei den National Championship Air Races regelmäßig Luftrennen in 6 verschiedenen Flugzeugklassen statt.